# Holly Marie Combs
Pour les articles homonymes, voir Combs.
Holly Marie Combs est une actrice et productrice de télévision américaine, née le 3 décembre 1973 à San Diego, en Californie.
Elle est principalement connue à la télévision. Révélée par le rôle de la jeune Kimberly Brock dans la série télévisée dramatique Un drôle de shérif (1992-1996), elle connaît ensuite un succès mondial pour avoir incarné la sorcière Piper Halliwell dans la série télévisée fantastique Charmed (1998-2006).
Elle confirme et fait son retour télévisuel dans le rôle d'Ella Montgomery pour la série télévisée dramatique Pretty Little Liars (2010-2017).
En 2022, elle crée avec Brian Krause et Drew Fuller le podcast « The House of Halliwell ».

## Biographie

### Jeunesse
Holly Marie Combs nait à San Diego, en Californie. Elle a des origines irlandaises. Ses parents, Lauralei Combs et David Combs, ont respectivement quinze et dix-sept ans lors de sa naissance. Ils se marient la même année et divorcent deux ans plus tard. Holly Marie sera élevée par sa mère et déménagera beaucoup, sa mère rêvant d’entamer une carrière d'actrice. À sept ans, elles s'installent définitivement à New York.
Holly Marie Combs étudie à l'école Beekman Hill Elementary de New York, puis au lycée Professional Children's School (en).
Elle participe à diverses campagnes publicitaires, ce qui accroît son intérêt pour le milieu du divertissement.

### Débuts de carrière et révélation

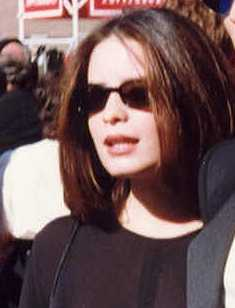
Holly Marie Combs à la des Emmy Awards en 1993.

À l'âge de treize ans, Holly Marie Combs décroche son premier grand rôle dans le film Sweet Hearts Dance, une comédie dramatique réalisée par Robert Greenwald ; elle joue le rôle de Debs Boon aux côtés de Don Johnson et Susan Sarandon. Elle enchaîne avec le film Né un 4 juillet en 1989, adapté de l'autobiographie best-seller du même nom de Ron Kovic. Elle interprète la jeune Jenny aux côtés de Tom Cruise. Sélectionné pour huit récompenses, il obtient les Oscars du meilleur réalisateur et du meilleur montage lors de la 62e cérémonie des Oscars. Elle termine l'année en jouant ensuite un rôle mineur dans New York Stories.
En 1992, elle multiplie les interventions, elle fait une apparition dans la comédie romantique Simple Men, puis dans la comédie dramatique Chain of Desire, avec un rôle plus important, qui rencontre un franc succès au box office et elle incarne l'héroïne principale, Jennifer Campbell, dans le thriller Dr. Rictus, le film remporte le Prix spécial du jury et une nomination au Grand Prix, lors du Festival international du film fantastique d'Avoriaz 1993.
À dix-huit ans, elle obtient le rôle de Kimberly Brock dans la série télévisée Un drôle de shérif pendant quatre saisons, de 1992 à 1996. Elle remporte un Young Artist Awards pour sa performance,, il s'agit d'une récompense spécifique pour les jeunes talents qui se distinguent à la télévision et au cinéma. L'ensemble de la distribution se retrouve nommée lors de la prestigieuse cérémonie des Screen Actors Guild Awards.
En 1996, elle tourne dans le film dramatique et d'horreur Le Prix du silence, puis l'année suivante, elle incarne la vraie meurtrière condamnée Diane Zamora dans le téléfilm Serments mortels. Elle joue également dans le film L'Amant diabolique.

### Succès et consécration

Logo original de la série télévisée fantastique Charmed.

En 1998, Holly Marie Combs décroche le rôle de Piper Halliwell dans la série dramatique et fantastique Charmed diffusée sur la chaîne américaine The WB. À partir de la cinquième saison, elle devient aussi la productrice de la série. Produite par Aaron Spelling, la série raconte l'histoire de trois sœurs qui deviennent sorcières en héritant des pouvoirs transmis par leurs aïeules.

Chaque sœur possède un pouvoir magique qui lui est propre et qui évolue tout au long de sa vie. Elles vivent ensemble dans un manoir. Unies par le « Pouvoir des Trois », les sœurs Halliwell utilisent leurs pouvoirs surnaturels pour combattre les sorciers, démons et autres forces maléfiques qui peuplent la ville de San Francisco en Californie. Cette série est reconnue pour son mélange des genres (du monde de l’imaginaire à l'horreur, de la comédie aux histoires de cœur). C'est aussi la série qui a obtenu le record de la plus haute audience jamais enregistrée pour le début d'une série sur le réseau américain WB. Charmed, avec les shows Médium et Desperate Housewives représentent aussi les plus longues séries mettant en scène des femmes dans les rôles principaux.

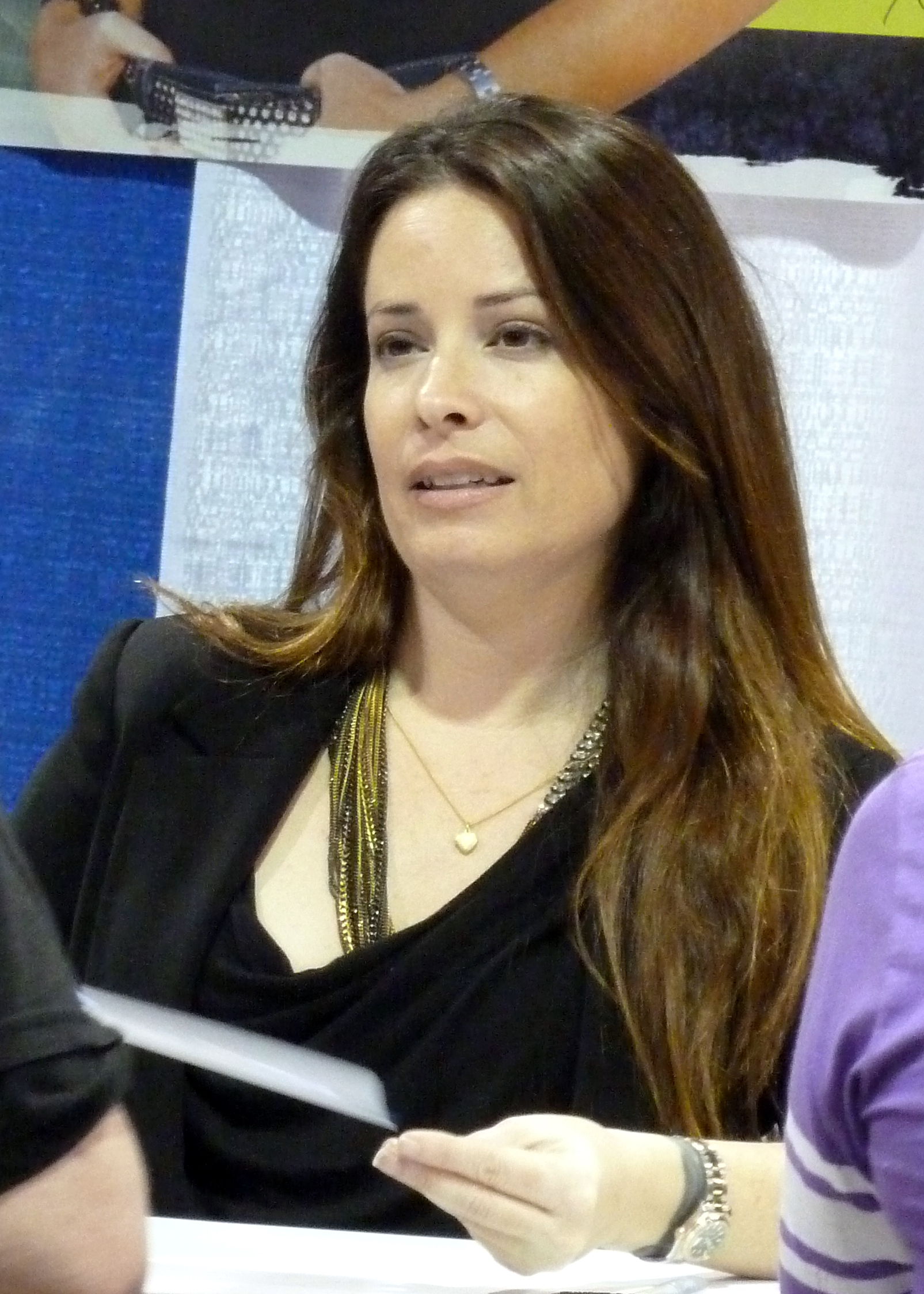
Lors du Wizard World de Chicago, en 2012.

Grâce à sa prestation, elle remporte également le RATTY Awards de la meilleure actrice dans une série télévisée fantastique et elle est lauréate du Series Magazine Awards dans la catégorie Meilleure actrice dans une série télévisée. La série s'achève le 21 mai 2006 au bout de huit saisons. En 2008, AOL liste Piper Halliwell comme la troisième meilleure sorcière de l'histoire de la télévision.
Parallèlement au tournage de Charmed, elle tourne également dans quelques films, dont une apparition en tant que guest star dans Ocean's Eleven en 2001 et en 2003, elle est l'une des têtes d'affiche de la comédie romantique Une célibataire à New York, avec Charisma Carpenter, popularisée tout comme Holly Marie par une série fantastique, Buffy contre les vampires.

### Confirmation à la télévision

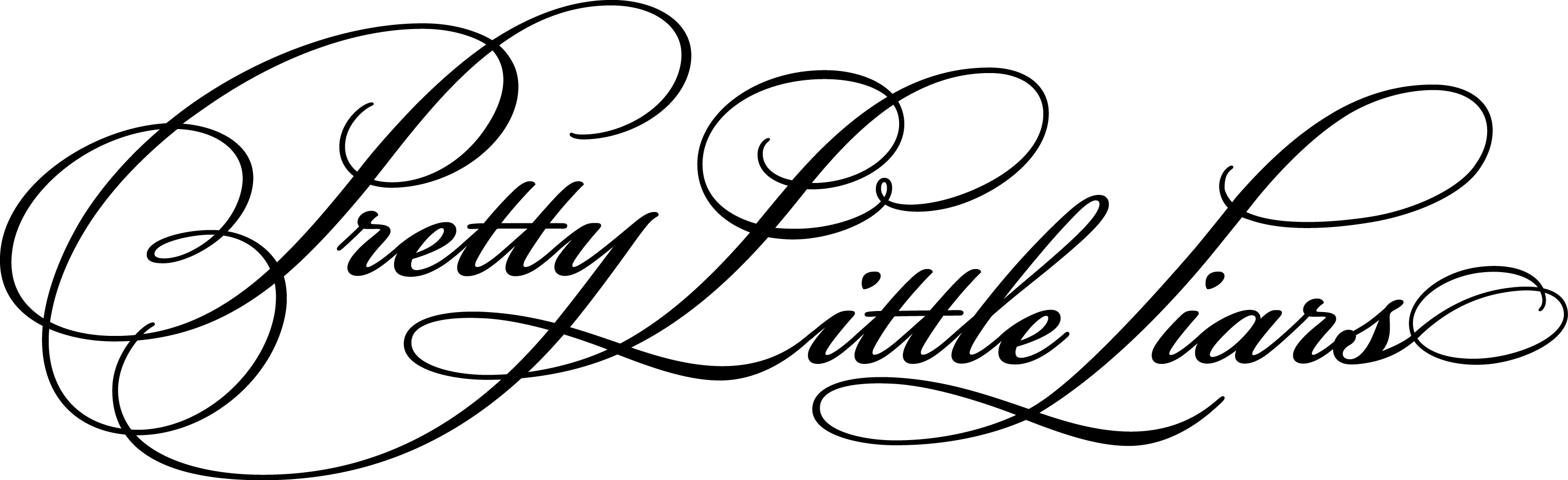
Logo original de la série télévisée Pretty Little Liars.

En 2007, elle joue dans le téléfilm dramatique Dangereuse convoitise, produit par Lifetime, elle y incarne Kathy Alden, une mère de famille isolée dont le quotidien bascule après une agression à domicile.
En 2008, elle signe un contrat avec la chaîne Lifetime pour produire et tourner dans la série télévisée Mistresses, adaptée de la série britannique du même nom, mais elle n'a jamais été diffusée. Cependant, une autre version du show est réalisé par le réseau ABC Studios avec en vedette, son ancienne partenaire Alyssa Milano.
En 2010, elle obtient le rôle d'Ella Montgomery dans la série télévisée Pretty Little Liars, diffusée sur la chaîne américaine ABC Family du 8 juin 2010 au 27 juin 2017.

L'univers de la série est adapté de la série littéraire Les Menteuses de Sara Shepard. Initialement, le show ne devait compter que dix épisodes et n'être diffusé que durant l'été. Mais, seulement quatre semaines après le lancement de la série, et devant les bonnes audiences de celle-ci, le réseau ABC Family a annoncé une commande de douze épisodes supplémentaires donnant ainsi une saison complète de 22 épisodes à la série. Elle incarne la mère d'Aria Montgomery, interprété par Lucy Hale l'un des personnages principaux, créditée comme l'un des personnages principaux pour les trois premières saisons, elle est ensuite invitée durant les saisons 4 et 5 avant de redevenir récurrente à partir de la sixième saison.

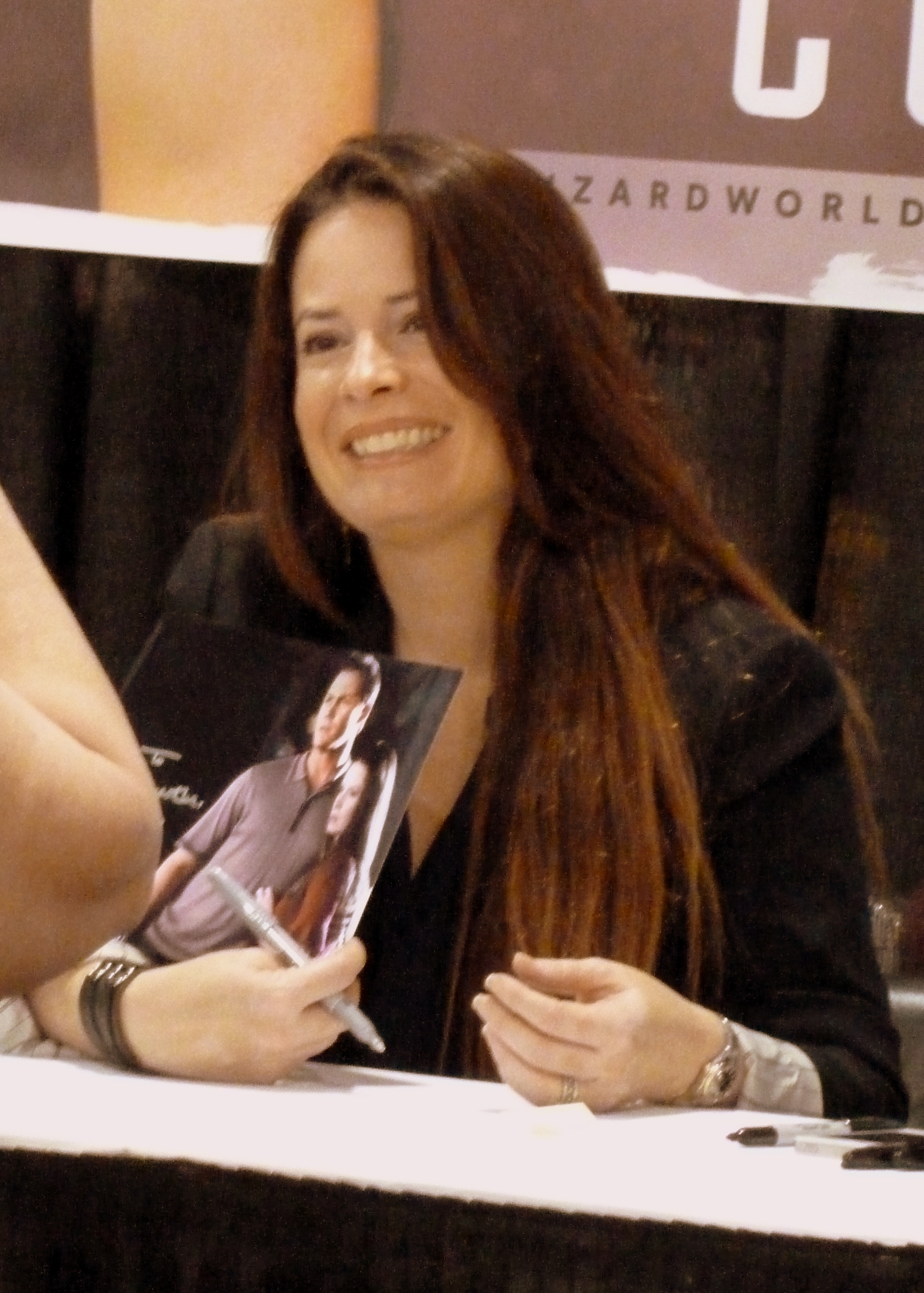
En 2013, lors de la convention Wizard World en Philadelphie.

Parallèlement, en 2012, elle apparaît dans le clip, dont elle est la productrice, Naked in Venice du groupe de pop alternative, Radical Something.
En juillet 2014, Holly Marie annonce l'arrivée d'une téléréalité, dont la diffusion est prévue courant 2015, avec sa meilleure amie et ancienne partenaire de Charmed, Shannen Doherty. Le show, intitulé Off the Map se décline en six épisodes et suit les deux amies pendant leur traversée du Sud-Est des États-Unis, en passant par le Kentucky, le Tennessee, le Mississippi ou encore Alabama, Géorgie et la Floride.
En 2016, Holly Marie Combs joue le rôle principal du téléfilm romantique L'Amour c'est compliqué. Grâce à ses bonnes audiences, Pretty Little Liars a été renouvelée jusqu’à la septième et dernière saison, diffusée courant 2017.
En fin d'année 2019, dans le cadre d'une soirée spéciale intitulée Cast From The Past, plusieurs séries télévisées phare du réseau ABC, sont amenées à recevoir des guest-star de précédents shows à succès. C'est ainsi qu'Holly Marie Combs et Alyssa Milano sont réunies à nouveau à l'écran pour un épisode de la saison 16 de Grey's Anatomy,.

## Vie privée
Le 28 février 1993, à l'âge de 19 ans, Holly Marie Combs épouse l'acteur américain Bryan Travis Smith, qu'elle fréquente depuis avril 1992. Le couple divorce le 12 février 1997, après quatre ans de mariage et cinq ans de vie commune. En 1998, elle entame une relation avec un dénommé Storm Lyndon. Ils se séparent en novembre 2000, au bout de six mois de fiançailles et deux ans de vie commune.
Le 14 février 2004, elle épouse David Donoho, un technicien qui travaillait sur le plateau de Charmed — son compagnon depuis mai 2002. Ensemble, ils ont trois fils : Finley Arthur (né le 26 avril 2004), Riley Edward (né le 26 octobre 2006), et Kelley James (né le 26 mai 2009), tous nés par césarienne. En novembre 2011, elle demande le divorce citant des « différends insurmontables », au bout de sept ans de mariage et neuf ans de vie commune. Leur divorce a été prononcé en juin 2012.
Elle a partagé la vie du musicien Josh Hallbauer, de 2011 à 2015.
En septembre 2017, elle se fiance avec le restaurateur Mike Ryan — son compagnon depuis mars 2016. Le 7 septembre 2019, ils se marient à Carmel, en Californie.
En mai 2000, elle participe à une campagne publicitaire de sensibilisation face au cancer du sein, accompagnée par des actrices de séries télévisées comme Alyson Hannigan et Tangi Miller.
C'est une proche amie de l'actrice Charisma Carpenter ; elle a été l'une des demoiselles d'honneur lors de son mariage avec Mike Ryan en 2019. Elle a aussi été demoiselle d'honneur lors du mariage de sa co-star Alyssa Milano, en 1999. Elle considère l'acteur Tom Skerritt comme son mentor.
En 2017, l'actrice s'est associée à l'organisme PETA pour une vaste campagne visant à dénoncer le traitement et les conditions de vie des animaux dans les parcs d'attractions SeaWorld, spécialisés dans l'exploitation et la présentation des animaux marins.
L'actrice souffre du vitiligo, maladie auto-immune lui causant une dépigmentation de la peau au niveau de ses mains.

## Filmographie

### Cinéma

#### Court métrage
- 1996 : Vector de James Atkinson et Christopher Long : Maggie St. James

#### Longs métrages
- 1988 : Sweet Hearts Dance de Robert Greenwald : Debs Boon
- 1989 : New York Stories de Woody Allen, Francis Ford Coppola et Martin Scorsese : Helena (non créditée)
- 1989 : Né un 4 juillet (Born on the Fourth of July) d'Oliver Stone : Jenny Turner
- 1992 : Simple Men d'Hal Hartley : Kim Fields
- 1992 : Chain of Desire de Temístocles López : Diana Richards
- 1992 : Dr. Rictus de Manny Coto : Jennifer Campbell
- 1995 : A Reason to Believe (en) de Douglas Tirola (en) : Sharon Digby
- 2001 : Ocean's Eleven de Steven Soderbergh : Elle-même
- 2010 : Tenement de Franc. Reyes (en) : Karen Prescott

### Télévision

#### Séries télévisées
- 1990 : Haine et Passion : Louisa Young (2 épisodes)
- 1991, 1994 : As the World Turns : Denise Jones (5 épisodes)
- 1992-1996 : Un drôle de shérif / High Secret City, la ville du grand secret (Picket Fences) : Kimberly Brock (personnage régulier, 88 épisodes)
- 1997 : Relativity : Anne Pryce (saison 1, épisode 14)
- 2001 : Aux portes du cauchemar (The Nightmare Room) : Une fille (saison 1, épisode 6) (non créditée)
- 1998-2006 : Charmed : Piper Halliwell (personnage principal, 178 épisodes, productrice à partir de la cinquième saison)
- 2010-2017 : Pretty Little Liars : Ella Montgomery (personnage régulier puis récurrent, 86 épisodes)
- 2019 : Grey's Anatomy : Heidi Peterson (saison 16, épisode 3)

#### Pilotes et projets télévisés
- 2008 : Killer in the Family : Samantha (pilote non retenu par ABC)
- 2009 : Mistresses : Janey Satterfield (pilote non retenu par Lifetime, productrice et scénariste)
- 2010 : See Me Through : Dr Cody Black (pilote non retenu)
- 2010 : Family of Secrets : Zoé Morris (pilote non retenu par ABC)

#### Téléfilms
- 1991 : Rockenwagner de Mark Tinker : Claire Lynas
- 1994 : Un parfait inconnu (A Perfect Stranger) de Michael Miller : Amanda Hale
- 1996 : Le Prix du silence (Sins of Silence) de Sam Pillsbury : Sophie DiMattio
- 1997 : Serments mortels (Love's Deadly Triangle: The Texas Cadet Murder) de Richard A. Colla : Diane Zamora
- 1997 : L'Amant diabolique (Our Mother's Murder) de Bill L. Norton : Alex Morell
- 2003 : Une célibataire à New York (See Jane Date) de Robert Berlinger : Natasha Nutley
- 2007 : Dangereuse convoitise (Point of Entry) de Stephen Bridgewater : Katherine Alden
- 2016 : L'Amour c'est compliqué (Love's Complicated) de Jerry Ciccoritti : Léa Townsend

#### Émission de télé-réalité
- 2015 : Off the Map with Shannen & Holly : Elle-même (6 épisodes, également productrice exécutive)

#### Clips vidéo
- 2012 : Naked in Venice - Radical Something[23] -également productrice-

### Comme productrice
- 2014 : You Feel Amazing (clip vidéo)
- 2014 : Pure de Radical Something (clip vidéo, également scénariste)
- 2014 : Be Easy (clip vidéo, également scénariste)
- 2016 : Why Just One ? de Michael Colin (documentaire)

## Distinctions

### Récompenses
- 1993 : Young Artist Awards de la meilleure jeune actrice dans une série télévisée dramatique pour Un drôle de shérif / High Secret City, la ville du grand secret (Picket Fences) (1992-1996).
- 2003 : RATTY Awards de la meilleure actrice dans une série télévisée fantastique pour Charmed (1998-2006).
- 2005 : Series Magazine Awards de la meilleure actrice dans une série télévisée fantastique pour Charmed (1998-2006).

### Nominations
- 1994 : Young Artist Awards de la meilleure distribution d'ensemble jeune dans une série télévisée dramatique pour Un drôle de shérif / High Secret City, la ville du grand secret (Picket Fences) (1992-1996) partagée avec Justin Shenkarow et Adam Wylie.
- 1995 : Young Artist Awards de la meilleure performance par une jeune actrice dans une mini série ou un téléfilm pour Un parfait inconnu (A Perfect Stranger) (1994).
- Screen Actors Guild Awards 1995 : meilleure distribution pour une série télévisée dramatique dans une série télévisée dramatique pour Un drôle de shérif / High Secret City, la ville du grand secret (Picket Fences) (1992-1996).
- 2002 : RATTY Awards de la meilleure actrice dans une série télévisée fantastique pour Charmed (1998-2006).

## Voix françaises

### En France
| - Dominique Vallée dans : - Charmed (2de voix, saisons 3 à 8) (Série télévisée) - Une célibataire à New-York (Téléfilm) - Dangereuse Convoitise (Téléfilm) - L'Amour c'est compliqué (Téléfilm) - Grey's anatomy (Série télévisée) - Dominique Chauby dans - Charmed (1re voix, saisons 1 et 2) (Série télévisée) - Un drôle de shérif (Série télévisée) | Et aussi : - Vanina Pradier dans Pretty Little Liars (Série télévisée) - Barbara Tissier dans Né un 4 juillet - Brigitte Aubry dans L'Amant diabolique - Nathalie Spitzer dans Dr. Rictus - Emmanuelle Pailly dans Un parfait inconnu (Téléfilm) |